# McMillan & Wife
McMillan & Wife is een Amerikaanse misdaadserie die op de Amerikaanse televisie werd uitgezonden van 1971 tot 1976.

## Verhaal
De Amerikaanse politiecommissaris Stewart McMillan heeft het nodige te stellen met de misdaad in San Francisco, maar zeker ook met zijn veel jongere vrouw Sally. Sally McMillan is haar man in veel opzichten de baas en niet zelden helpt zij hem misdaadzaken op te lossen. De McMillans maken deel uit van de upperclass van San Francisco en zijn graag geziene gasten op allerlei feestjes en liefdadigheidsevenementen. Sommige misdaden die McMillan moet oplossen vinden juist plaats tijdens deze feestjes en is mevrouw McMillan ter plaatse om net die aanwijzing te zien die haar man over het hoofd heeft gezien. Het echtpaar bewoont een kast van een huis in San Francisco dat wordt schoon gehouden door de huishoudster Mildred, die niet op haar mondje is gevallen, soms tot grote wanhoop van McMillan. De steun en toeverlaat van McMillan, of Mac voor intimici, in politiezaken is brigadier Charles Enright. De MacMillans hebben ook een zoon, maar die is nooit te zien is de serie. Wel komt die zoon met Sally McMillan om in een vliegtuigongeluk.

## Productie
De serie werd opgenomen op locatie in San Francisco. Het huis van Rock Hudson werd aanvankelijk gebruikt voor de interieuropnames van het huis van de McMillans.
De serie veranderde nogal van opzet in het vijfde seizoen. Susan Saint James en de studio hadden ruzie gekregen over het contract van Saint James waarop ze de serie verliet. In de serie liet men Sally McMillan overlijden bij een vliegtuigongeval. De naam van de serie veranderde in McMillan en Stewart McMillan ging als weduwnaar verder. Ook Nancy Walker verliet de serie om de hoofdrol te gaan spelen in haar eigen sitcom. In de serie liet men huishoudster Mildred vertrekken om haar eigen diner te runnen. McMillan verhuisde naar een eigen appartement met een nieuwe huishoudster, Agatha, terwijl zijn trouwe brigadier Enright werd vervangen door brigadier DiMaggio. Met het vertrek van de oude cast kreeg de serie toch een ander karakter. De dialogen tussen Stewart en Sally McMillan en hun onderlinge gekibbel vormden nu juist het fundament onder de serie. Zonder Sally McMillan werd McMillan een van de vele politieseries. De kijkcijfers daalden en na een seizoen McMillan (zonder vrouw) viel het doek definitief.

## Rolverdeling
| Acteur            | Personage                                  |
| ----------------- | ------------------------------------------ |
| Rock Hudson       | Police Commissioner Stewart 'Mac' McMillan |
| John Schuck       | Sgt. Charles Enright                       |
| Susan Saint James | Sally McMillan                             |
| Nancy Walker      | Mildred                                    |